# Rhapsody (sistema operativo)
Rhapsody fue el nombre código del sistema operativo de próxima generación de Apple Computer, durante el periodo entre la compra de NeXT por parte de Apple a finales de 1996 y el anuncio del Mac OS X en 1998. Este sistema consiste básicamente en NeXTSTEP portado a PowerMac junto con su interfaz de usuario para hacerlo parecer más al Mac OS. Un numeroso grupo de tecnologías fueron portadas a Rhapsody, incluyendo QuickTime y AppleSearch. Rhapsody podía correr Mac OS 8 en su capa de emulación "Blue Box".

## Versiones
| Version                      | Nombre código   | Fecha                 | Nombre       |
| ---------------------------- | --------------- | --------------------- | ------------ |
| Rhapsody Developer Release   | Grail1Z4        | 31 de agosto de 1997  | Rhapsody 5.0 |
| Rhapsody Developer Release 2 | Titan1U         | 14 de mayo de 1998    | Rhapsody 5.1 |
| Mac OS X Server 1.0          | Hera1O9         | 16 de marzo de 1999   | Rhapsody 5.3 |
| Mac OS X Server 1.0.1        | Hera1O9         | 15 de abril de 1999   | Rhapsody 5.4 |
| Mac OS X Server 1.0.2        | Hera1O9+Loki2G1 | 29 de julio de 1999   | Rhapsody 5.5 |
| Mac OS X Server 1.2          | Pele1Q10        | 14 de enero de 2000   | Rhapsody 5.6 |
| Mac OS X Server 1.2 v3       | Medusa1E3       | 27 de octubre de 2000 | Rhapsody 5.6 |